# Comuna Răculești, Criuleni
Comuna Răculești este o comună din raionul Criuleni, Republica Moldova. Este formată din satele Răculești (sat-reședință) și Bălășești.

## Demografie
Conform datelor recensământului din 2014, comuna are o populație de 1.631 de locuitori. La recensământul din 2004 erau 1.841 de locuitori.

## Administrație și politică
Componența Consiliului local Răculești (9 consilieri), ales la 5 noiembrie 2023, este următoarea:
|  | Partid                                       | Consilieri | Componență | Componență | Componență | Componență | Componență |
|  | -------------------------------------------- | ---------- | ---------- | ---------- | ---------- | ---------- | ---------- |
|  | Partidul Acțiune și Solidaritate             | 5          |            |            |            |            |            |
|  | Partidul Liberal Democrat din Moldova        | 2          |            |            |            |            |            |
|  | Partidul Socialiștilor din Republica Moldova | 1          |            |            |            |            |            |
|  | Partidul Nostru                              | 1          |            |            |            |            |            |